# Győrffy Balázs (ügyvéd)
Győrffy Balázs (Kecskemét, 1846. április 28. – Kecskemét, 1928. szeptember 18.) ügyvéd.

## Élete
Középiskoláit és a jogot is szülővárosában végezte; letevén a birói vizsgát, Budapestre ment ügyvédjelöltnek, ahol az egyetemre járt és a tiszti előadásokat vagy katonai kurzust is hallgatta, majd 1870-ben letette a tiszti vizsgát. Ezután pár évig gyakornokoskodott Szabó Gyula és Füzesséry Géza ügyvédek irodájában. 1872-ben ügyvédi vizsgát tett, majd 1873-ban szülővárosában ügyvédi irodát nyitott és az ottani iparegyesület ügyésszé választotta. 1874-től tíz évig jegyzője a központi küldöttség egyik választmányának, majd az alsó kerület választási elnöke volt. A Kecskeméti Ügyvédi Kamarának 1875. március 6-án történt megalakulásától fogva tagja volt. Az ipariskolai bizottságnak elnöke, a József Gőzmalom felügyelőbizottsági tagja, és 1885-től 44 évig az iparosok egyesületének elnöke, valamint a Népbank igazgatóság tagja. Nagy tevékenységet fejtett ki a tanoncművelés körül, úgy ipari, mint szellemi tekintetben. A református egyház főgondnoka volt 25 éven keresztül. A Katona József Kör egyik alapító tagja.

## Munkája
- A kecskeméti iparegyesület 25 éves multjának vázlatos ismertetése. 1886. decz. 12. Kecskemét.